# فتاة أحلامك (فلم)
فتاة أحلامك (بالإنجليزية: The Girl of Your Dreams) و(بالإسبانية: La niña de tus ojos) هو فلم دراما تاريخي إسباني تم إنتاجه في سنة 1998، الفلم من إخراج فيرناندو ترويبا وبطولة بينيلوب كروز وأنطونيو ريسينيس وخورخيه سانز وروزا ماريا سارديا وسانتياغو سيغورا مدة الفلم 121 دقيقة، وأحداث الفلم يتكلم عن الإعلام في الحرب الأهلية الإسبانية الذي كان يدعم الدكتاتور الإسباني أنذاك فرانشيسكو فرانكو.

## روابط خارجية
- مقالات تستعمل روابط فنية بلا صلة مع ويكي بيانات